# Saint-Marcel-du-Périgord
Pour les articles homonymes, voir Saint-Marcel.
Saint-Marcel-du-Périgord est une commune française située dans le département de la Dordogne, en région Nouvelle-Aquitaine.

## Géographie

### Situation géographique
Saint-Marcel-du-Périgord est une des 557 communes du département de la Dordogne et dépend administrativement de l'arrondissement de Bergerac et du canton de Lalinde.
La commune est située dans la vallée de la Louyre dans le Périgord Pourpre, à 22 km à l'Est de Bergerac, 10 km au Nord de Lalinde, 40 km au Sud de Périgueux et 50 km à l'Ouest de Sarlat. Elle est arrosée par 3 ruisseaux : le Barbeyrol, la Louyre et la Sérouze. La D32 Bergerac-Sainte Alvère traverse la commune.
Elle est à proximité des principaux sites touristiques et préhistoriques de la Dordogne : Les Eyzies de Taillac, Sarlat, les Grottes de Lascaux et de Rouffignac, le Gouffre de Proumessac, les vallées de la Dordogne et de la Vézère. De nombreux châteaux à visiter parsèment les environs comme ceux de Castelnaud, Montbazillac avec son célèbre vignoble, Lanquais. Autres sites à voir : la Roque Gageac, le château de Beynac qui domine la Dordogne et les vestiges de ses vieux manoirs, les bastides de Lalinde, Beaumont-du-Périgord, Villefranche-du-Périgord, Eymet.

### Communes limitrophes
Saint-Marcel-du-Périgord est limitrophe de six autres communes.
|                                     | Val de Louyre et Caudeau |                      |
| Saint-Félix-de-Villadeix            | Saint-Marcel-du-Périgord | Sainte-Foy-de-Longas |
| Liorac-sur-Louyre, Cause-de-Clérans | Pressignac-Vicq          |                      |

### Géologie et relief

#### Géologie
Situé sur la plaque nord du Bassin aquitain et bordé à son extrémité nord-est par une frange du Massif central, le département de la Dordogne présente une grande diversité géologique. Les terrains sont disposés en profondeur en strates régulières, témoins d'une sédimentation sur cette ancienne plate-forme marine. Le département peut ainsi être découpé sur le plan géologique en quatre gradins différenciés selon leur âge géologique. Saint-Marcel-du-Périgord est située dans le troisième gradin à partir du nord-est, un plateau formé de calcaires hétérogènes du Crétacé.
Les couches affleurantes sur le territoire communal sont constituées de formations superficielles du Quaternaire et de roches sédimentaires datant pour certaines du Cénozoïque, et pour d'autres du Mésozoïque. La formation la plus ancienne, notée c5c, date du Campanien 3, une alternance de marnes à glauconie et de calcaires crayo-marneux jaunâtres. La formation la plus récente, notée CFvs, fait partie des formations superficielles de type colluvions carbonatées de vallons secs : sable limoneux à débris calcaires et argile sableuse à débris. Le descriptif de ces couches est détaillé dans  les feuilles « no 806 - Bergerac » et « no 807 - Le Bugue » de la carte géologique au 1/50 000 de la France métropolitaine, et leurs notices associées,.

Carte géologique de Saint-Marcel-du-Périgord.

#### Relief et paysages
Le département de la Dordogne se présente comme un vaste plateau incliné du nord-est (491 m, à la forêt de Vieillecour dans le Nontronnais, à Saint-Pierre-de-Frugie) au sud-ouest (2 m à Lamothe-Montravel). L'altitude du territoire communal varie quant à elle entre 81 mètres et 195 mètres,.
Dans le cadre de la Convention européenne du paysage entrée en vigueur en France le 1er juillet 2006, renforcée par la loi du 8 août 2016 pour la reconquête de la biodiversité, de la nature et des paysages, un atlas des paysages de la Dordogne a été élaboré sous maîtrise d’ouvrage de l’État et publié en octobre 2020. Les paysages du département s'organisent en huit unités paysagères,. La commune fait partie du Périgord central, un paysage vallonné, aux horizons limités par de nombreux bois, plus ou moins denses, parsemés de prairies et de petits champs.
La superficie cadastrale de la commune publiée par l'Insee, qui sert de référence dans toutes les statistiques, est de 11,46 km2,,. La superficie géographique, issue de la BD Topo, composante du Référentiel à grande échelle produit par l'IGN, est quant à elle de 11,27 km2.

### Hydrographie

#### Réseau hydrographique
La commune est située dans le bassin de la Dordogne au sein du Bassin Adour-Garonne. Elle est drainée par la Louyre, la Sérouze, le ruisseau de Barbeyrol et par deux petits cours d'eau, qui constituent un réseau hydrographique de 14 km de longueur totale,.
La Louyre, d'une longueur totale de 25,51 km, prend sa source dans la commune de Val de Louyre et Caudeau (territoire de l'ancienne commune de Cendrieux) et se jette dans le Caudeau en rive gauche sur la commune de Lamonzie-Montastruc. Elle arrose la commune au nord d'est en ouest sur près de deux kilomètres et demi, formant plusieurs bras.
Son affluent de rive gauche le ruisseau de Barbeyrol traverse le territoire communal d'est en ouest sur près de six kilomètres, passant juste au sud du bourg, et servant de limite naturelle sur plus de trois kilomètres en deux tronçons, face à Pressignac-Vicq et Saint-Félix-de-Villadeix.
Autre affluent de rive gauche de la Louyre, la Sérouze arrose le sud-ouest de la commune sur deux kilomètres, la bordant sur un kilomètre et demi face à Cause-de-Clérans et Liorac-sur-Louyre.

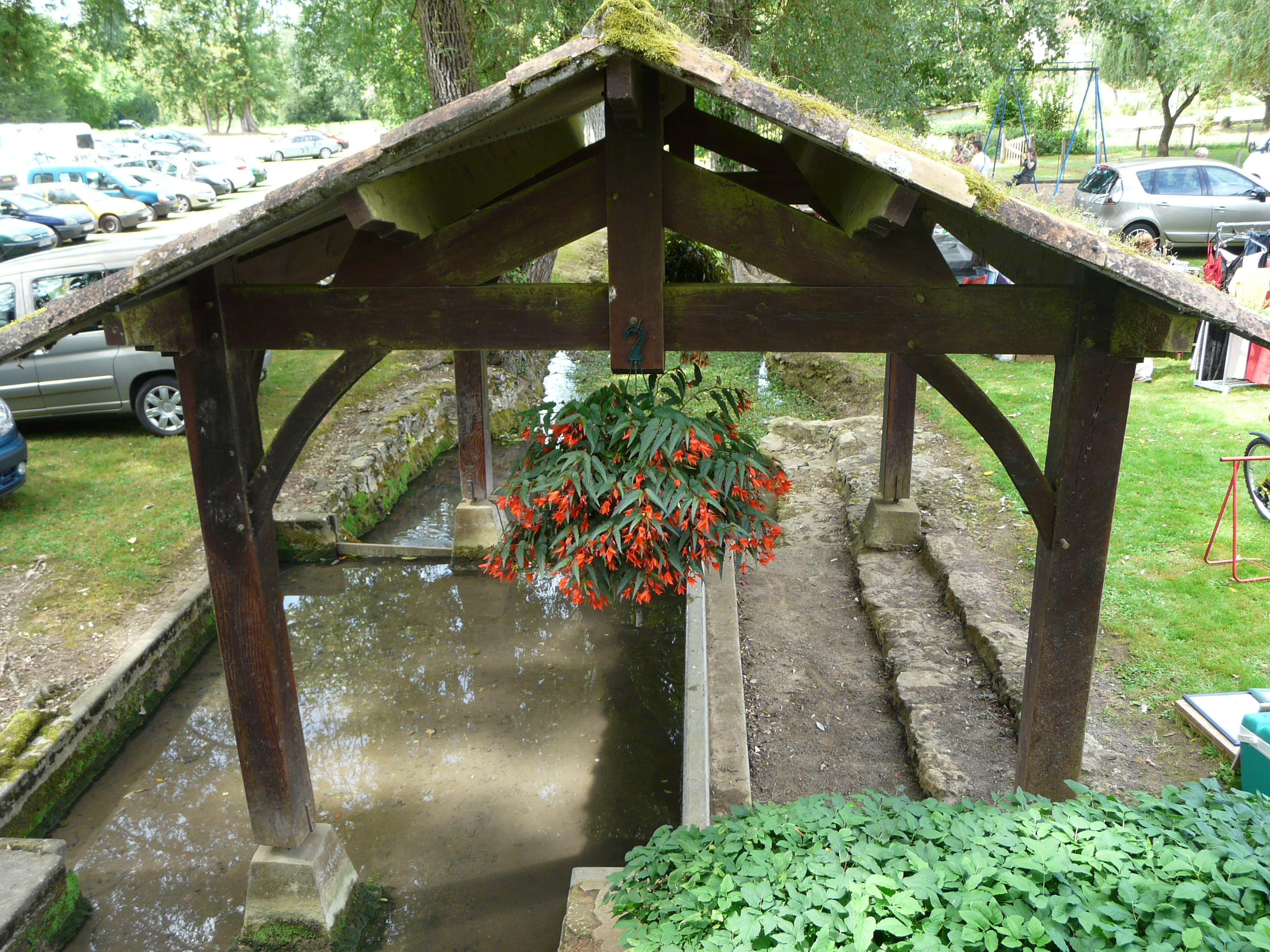
Le lavoir du bourg sur le ruisseau de Barbeyrol.
Réseaux hydrographique et routier de Saint-Marcel-du-Périgord.

#### Gestion et qualité des eaux
Le territoire communal est couvert par le schéma d'aménagement et de gestion des eaux (SAGE) « Dordogne Atlantique ». Ce document de planification, dont le territoire correspond au sous‐bassin le plus aval du bassin versant de la Dordogne (aval de la confluence Dordogne - Vézère)., d'une superficie de 2 700 km2 est en cours d'élaboration. La structure porteuse de l'élaboration et de la mise en œuvre est l'établissement public territorial de bassin de la Dordogne (EPIDOR). Il définit sur son territoire les objectifs généraux d’utilisation, de mise en valeur et de protection quantitative et qualitative des ressources en eau superficielle et souterraine, en respect des objectifs de qualité définis dans le troisième SDAGE  du Bassin Adour-Garonne qui couvre la période 2022-2027, approuvé le 10 mars 2022.
La qualité des eaux de baignade et des cours d’eau peut être consultée sur un site dédié géré par les agences de l’eau et l’Agence française pour la biodiversité.

### Climat
Pour des articles plus généraux, voir Climat de la Nouvelle-Aquitaine et Climat de la Dordogne.
Historiquement, la commune est exposée à un climat océanique aquitain.  
En 2020, Météo-France publie une typologie des climats de la France métropolitaine dans laquelle la commune est exposée à un climat océanique altéré et est dans la région climatique  Aquitaine, Gascogne, caractérisée par une pluviométrie abondante au printemps, modérée en automne, un faible ensoleillement au printemps, un été chaud (19,5 °C), des vents faibles, des brouillards fréquents en automne et en hiver et des orages fréquents en été (15 à 20 jours).
Pour la période 1971-2000, la température annuelle moyenne est de 12,6 °C, avec  une amplitude thermique annuelle de 15,2 °C. Le cumul annuel moyen de précipitations est de 904 mm, avec 12,1 jours de précipitations en janvier et 7 jours en juillet. Pour la période 1991-2020, la température moyenne annuelle observée sur la station météorologique la plus proche, située sur la commune de Bergerac à 19 km à vol d'oiseau, est de 13,2 °C et le cumul annuel moyen de précipitations est de 792,9 mm,. Pour l'avenir, les paramètres climatiques de la commune estimés pour 2050 selon différents scénarios d’émission de gaz à effet de serre sont consultables sur un site dédié publié par Météo-France en novembre 2022.

## Urbanisme

### Typologie
Au 1er janvier 2024, Saint-Marcel-du-Périgord est catégorisée commune rurale à habitat très dispersé, selon la nouvelle grille communale de densité à 7 niveaux définie par l'Insee en 2022.
Elle est située hors unité urbaine. Par ailleurs la commune fait partie de l'aire d'attraction de Bergerac, dont elle est une commune de la couronne,. Cette aire, qui regroupe 73 communes, est catégorisée dans les aires de 50 000 à moins de 200 000 habitants,.

### Occupation des sols
L'occupation des sols de la commune, telle qu'elle ressort de la base de données européenne d’occupation biophysique des sols Corine Land Cover (CLC), est marquée par l'importance des forêts et milieux semi-naturels (55,5 % en 2018), une proportion identique à celle de 1990 (55,5 %). La répartition détaillée en 2018 est la suivante : 
forêts (55,5 %), zones agricoles hétérogènes (20,1 %), terres arables (16,5 %), prairies (7,9 %). L'évolution de l’occupation des sols de la commune et de ses infrastructures peut être observée sur les différentes représentations cartographiques du territoire : la carte de Cassini (XVIIIe siècle), la carte d'état-major (1820-1866) et les cartes ou photos aériennes de l'IGN pour la période actuelle (1950 à aujourd'hui).

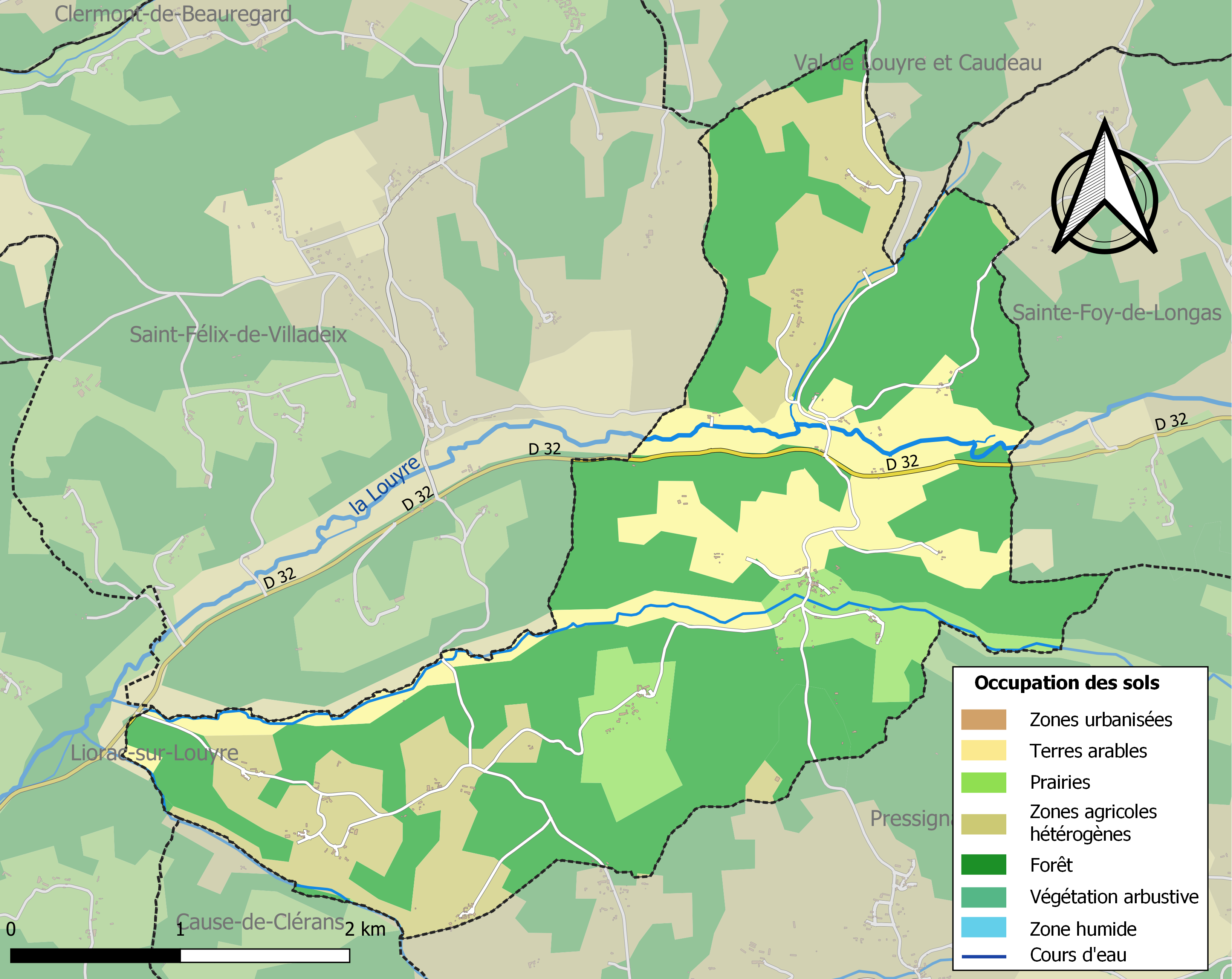
Carte des infrastructures et de l'occupation des sols de la commune en 2018 (CLC).

### Liste des lieux-dits
Lieux-dits présents sur le cadastre napoléonien et le nouveau cadastre (plan révisé 1936, mis à jour en 1987) :
(Lieux-dits cités par ordre alphabétique)
la Bénéchie, Bois de Caban, le Bourg, le Brandal, Carpenet, Castang, Cazal, Chambary, Combes de Brial, Conte, l'Émerle, Fontsec, les Grimats ou Grimas, la Guibesse (ou Loïbesse), le Juge, Leysartade (ou Leyssartade), Limousin, Maison-Neuve, Moulin-Neuf, la Pelousie, Pémaly (ou la Pémalie), Pérel (ou Perrel), Plaisance, Puijalard (ou Puyjalard), aux Queyroux (ou les Queyroux), les Teulettes, Tiregand, la Tour, Vignettes.
Lieux-dits apparus dans le nouveau cadastre :
Barbeyrols, Bois de Belletie, Bois du Prêtre, les Bories, Capelanet, l'Échine de l'Âne, Fonds des Vignes, Font-Lavier, Lafrestal, Peyre-Levade, la Peyrière, la Picanelle, Rompinou, les Siottets et les Vieilles Vignes.

### Prévention des risques
Le territoire de la commune de Saint-Marcel-du-Périgord est vulnérable à différents aléas naturels : météorologiques (tempête, orage, neige, grand froid, canicule ou sécheresse), feux de forêts, mouvements de terrains et séisme (sismicité très faible). Un site publié par le BRGM permet d'évaluer simplement et rapidement les risques d'un bien localisé soit par son adresse soit par le numéro de sa parcelle.
Saint-Marcel-du-Périgord est exposée au risque de feu de forêt. L’arrêté préfectoral du 14 mars 2013 fixe les conditions de pratique des incinérations et de brûlage dans un objectif de réduire le risque de départs d’incendie. À ce titre, des périodes sont déterminées : interdiction totale du 15 février au 15 mai et du 15 juin au 15 octobre, utilisation réglementée du 16 mai au 14 juin et du 16 octobre au 14 février. En septembre 2020, un plan inter-départemental de protection des forêts contre les incendies (PidPFCI) a été adopté pour la période 2019-2029,.

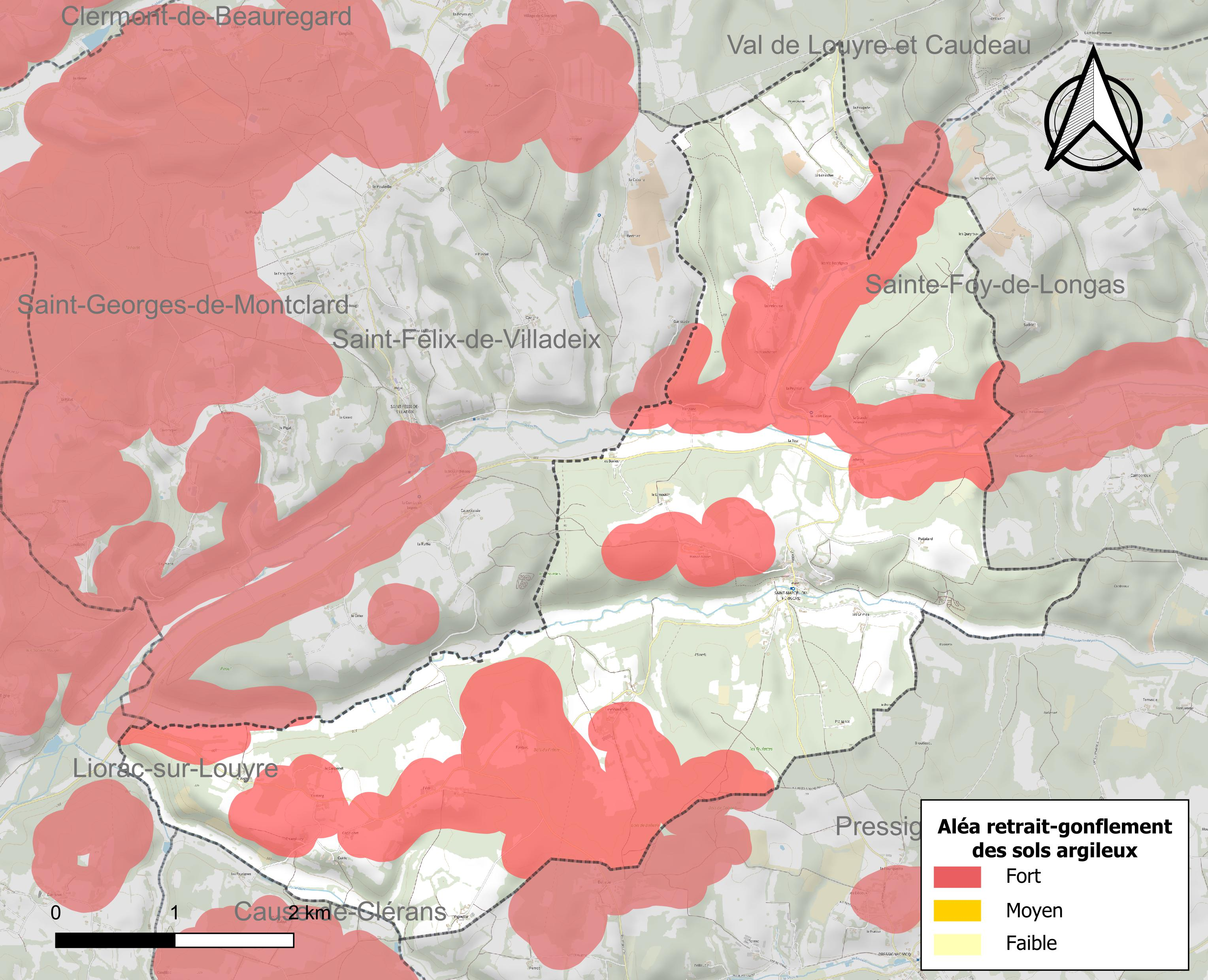
Carte des zones d'aléa retrait-gonflement des sols argileux de Saint-Marcel-du-Périgord.

Les mouvements de terrains susceptibles de se produire sur la commune sont des tassements différentiels. Le retrait-gonflement des sols argileux est susceptible d'engendrer des dommages importants aux bâtiments en cas d’alternance de périodes de sécheresse et de pluie. 36,7 % de la superficie communale est en aléa moyen ou fort (58,6 % au niveau départemental et 48,5 % au niveau national métropolitain). Depuis le 1er octobre 2020, en application de la loi ÉLAN, différentes contraintes s'imposent aux vendeurs, maîtres d'ouvrages ou constructeurs de biens situés dans une zone classée en aléa moyen ou fort,.
La commune a été reconnue en état de catastrophe naturelle au titre des dommages causés par les inondations et coulées de boue survenues en 1982, 1988, 1999 et 2018 et par des mouvements de terrain en 1999.

## Toponymie
Saint-Martial de Villadeix (connu sous le nom de Saint-Marcel) ; Saint-Marcel ; Saint-Marcel de Villadeix.
En occitan, la commune se nomme Sent Marcèl de Perigòrd.

## Histoire
En 1793, la commune s'appelle Marcel Viladeix et fait partie du canton de Liorac. En 1801, elle devient Saint-Marcel et est rattachée au canton de Lalinde.
Le 26 février 1941, la commune de Saint-Marcel change de nom et devient Saint-Marcel-du-Périgord.
La commune a pris le nom d’un martyr romain, saint Marcel, qui fut pape de 308 à 309. Au Moyen Âge, elle était le siège d’un archiprêtré  dont dépendaient quarante et une paroisses. Cet archiprêtré a été créé par Raymond d’Aspremont, premier évêque de Sarlat.

## Politique et administration

### Rattachements administratifs
La commune de Saint-Marcel-du-Périgord a, dès 1790, été rattachée au canton de Liorac qui dépendait du district de Bergerac. En 1800, le canton de Liorac est supprimé, de même que les districts, et la commune est rattachée au canton de Lalinde dépendant de l'arrondissement de Bergerac.
Lors de l'importante réforme de 2014 définie par le décret du 21 février 2014 et supprimant la moitié des cantons du département, la commune reste attachée au même canton qui devient plus étendu.

### Intercommunalité
En 2002, Saint-Marcel-du-Périgord intègre la communauté de communes Entre Dordogne et Louyre. Cette structure intercommunale fusionne avec quatre autres pour former au 1er janvier 2013 la communauté de communes des Bastides Dordogne-Périgord.

### Administration municipale
La population de la commune étant comprise entre 100 et 499 habitants au recensement de 2017, onze conseillers municipaux ont été élus en 2020,.

### Liste des maires

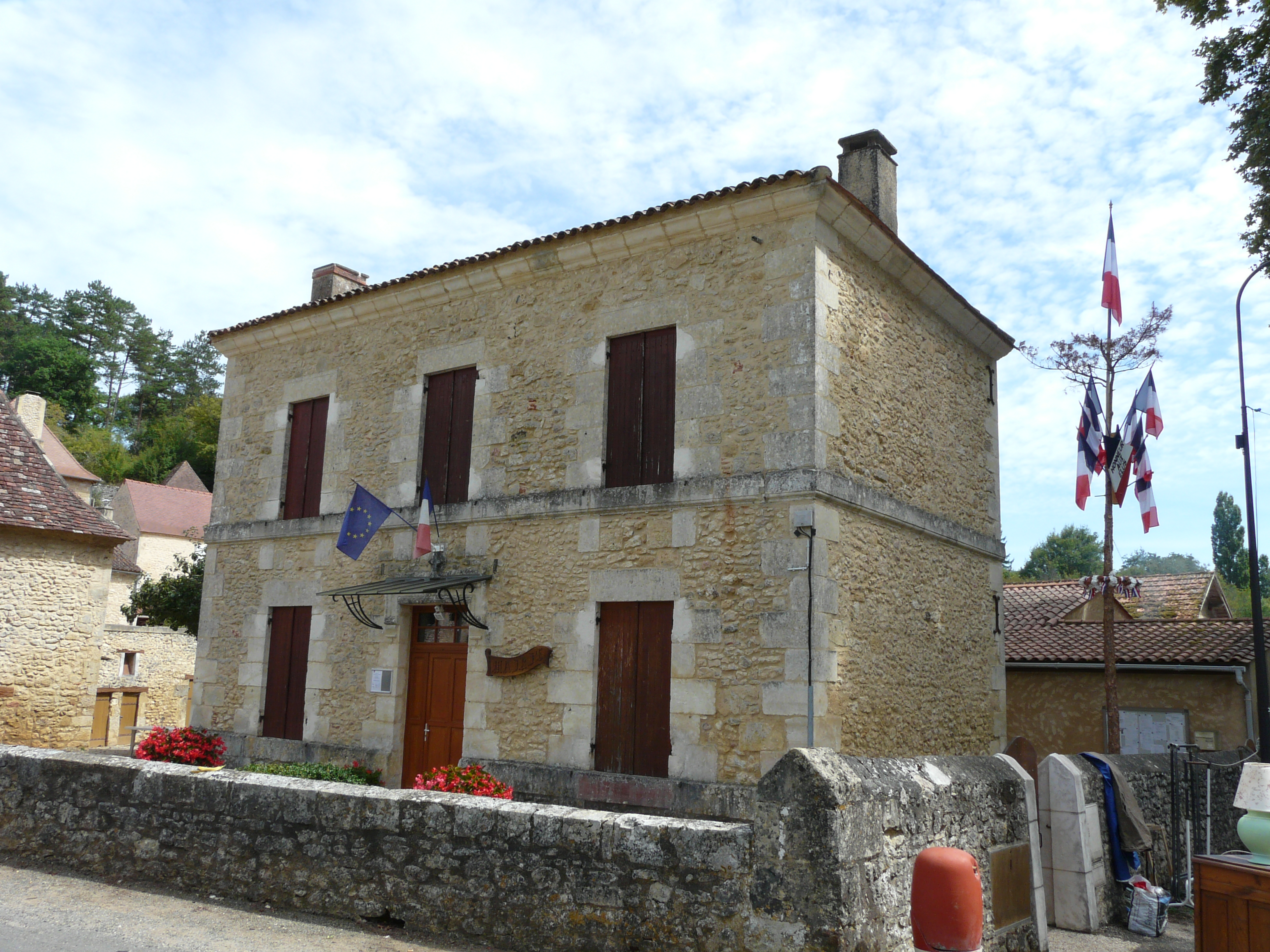
La mairie.

| Période                                  | Période  | Identité                  | Étiquette | Qualité                |
| ---------------------------------------- | -------- | ------------------------- | --------- | ---------------------- |
| Les données manquantes sont à compléter. |          |                           |           |                        |
| 1793                                     | 1799     | Meynardie                 |           |                        |
| 1799                                     | 1803     | Patrice Gautier           |           |                        |
| 1803                                     | 1808     | Pierre Fontaine           |           | Homme de loi           |
| 1808                                     | 1843     | Jean Lassaigne            |           |                        |
| 1843                                     | 1857     | Eugène Meynardie          |           |                        |
| 1857                                     | 1862     | Léonard Gonthier-Berthier |           |                        |
| 1862                                     | 1879     | François de Laveyrie      |           |                        |
| 1879                                     | 1884     | Jean Delmas               |           |                        |
| 1884                                     | 1886     | Édouard Lassaigne         |           |                        |
| 1886                                     | 1909     | Félix Babin               |           |                        |
| 1909                                     | 1919     | Charles Babin             |           |                        |
| 1919                                     | 1922     | Georges Bonvalet          |           | Officier à la retraite |
| 1923                                     | 1929     | Jean Marchandou           |           |                        |
| 1929                                     | 1959     | Léonard Audy              |           | Cultivateur            |
| 1959                                     | 1965     | Georges Gayou             |           | Médecin                |
| 1965                                     | 1989     | Guy Monceau               |           | Boucher                |
| 1989                                     | 1995     | Robert Delteil            | SE        | Retraité SNCF          |
| juin 1995 (réélu en mai 2020)            | En cours | Yves Wrobel               | SE        | Agriculteur retraité   |

## Équipements et services publics

### Justice
En 2023, dans le domaine judiciaire, Saint-Marcel-du-Périgord relève : 
- du tribunal judiciaire, du tribunal pour enfants, du conseil de prud'hommes et du tribunal de commerce de Bergerac ;
- du pôle Nationalité du tribunal judiciaire de Périgueux (compétent uniquement dans le domaine de la nationalité) ;
- de la cour d'appel, du tribunal administratif et de la  cour administrative d'appel de Bordeaux.

## Population et société

### Démographie
L'évolution du nombre d'habitants est connue à travers les recensements de la population effectués dans la commune depuis 1793. Pour les communes de moins de 10 000 habitants, une enquête de recensement portant sur toute la population est réalisée tous les cinq ans, les populations de référence des années intermédiaires étant quant à elles estimées par interpolation ou extrapolation. Pour la commune, le premier recensement exhaustif entrant dans le cadre du nouveau dispositif a été réalisé en 2005.

En 2022, la commune comptait 138 habitants, en évolution de −5,48 % par rapport à 2016 (Dordogne : +0,37 %, France hors Mayotte : +2,11 %).
| 1793 | 1800 | 1806 | 1821 | 1831 | 1836 | 1841 | 1846 | 1851 |
| ---- | ---- | ---- | ---- | ---- | ---- | ---- | ---- | ---- |
| 522  | 489  | 489  | 571  | 550  | 506  | 518  | 550  | 482  |

| 1856 | 1861 | 1866 | 1872 | 1876 | 1881 | 1886 | 1891 | 1896 |
| ---- | ---- | ---- | ---- | ---- | ---- | ---- | ---- | ---- |
| 450  | 469  | 451  | 436  | 424  | 403  | 342  | 362  | 347  |

| 1901 | 1906 | 1911 | 1921 | 1926 | 1931 | 1936 | 1946 | 1954 |
| ---- | ---- | ---- | ---- | ---- | ---- | ---- | ---- | ---- |
| 311  | 274  | 258  | 192  | 217  | 191  | 206  | 209  | 207  |

| 1962 | 1968 | 1975 | 1982 | 1990 | 1999 | 2005 | 2006 | 2010 |
| ---- | ---- | ---- | ---- | ---- | ---- | ---- | ---- | ---- |
| 189  | 153  | 134  | 123  | 140  | 141  | 140  | 141  | 152  |

| 2015 | 2020 | 2022 | - | - | - | - | - | - |
| ---- | ---- | ---- | - | - | - | - | - | - |
| 145  | 144  | 138  | - | - | - | - | - | - |

## Économie

### Emploi
En 2015, parmi la population communale comprise entre 15 et 64 ans, les actifs représentent cinquante-huit personnes, soit 40,0 % de la population municipale. Le nombre de chômeurs (dix) a diminué par rapport à 2010 (douze) et le taux de chômage de cette population active s'établit à 17,2 %.

### Établissements
Au 31 décembre 2015, la commune compte vingt-deux établissements, dont treize au niveau des commerces, transports ou services, trois dans la construction, trois dans l'agriculture, la sylviculture ou la pêche, deux relatifs au secteur administratif, à l'enseignement, à la santé ou à l'action sociale, et un dans l'industrie.

## Culture locale et patrimoine

### Lieux et monuments
L'église Saint-Marcel a été édifiée à l'époque romane et fut en partie refaite à la Renaissance. C'est par elle qu'est nommé le village Sanctus Marcellus en 1382. Elle présente un portail gothique surmonté de deux niches aveugles, une nef unique et un chœur voûté d’ogives terminé par un chevet plat.
Elle a la particularité, après des travaux de rénovation au XIXe siècle, d'être tournée en direction de l'ouest et non de l'est.

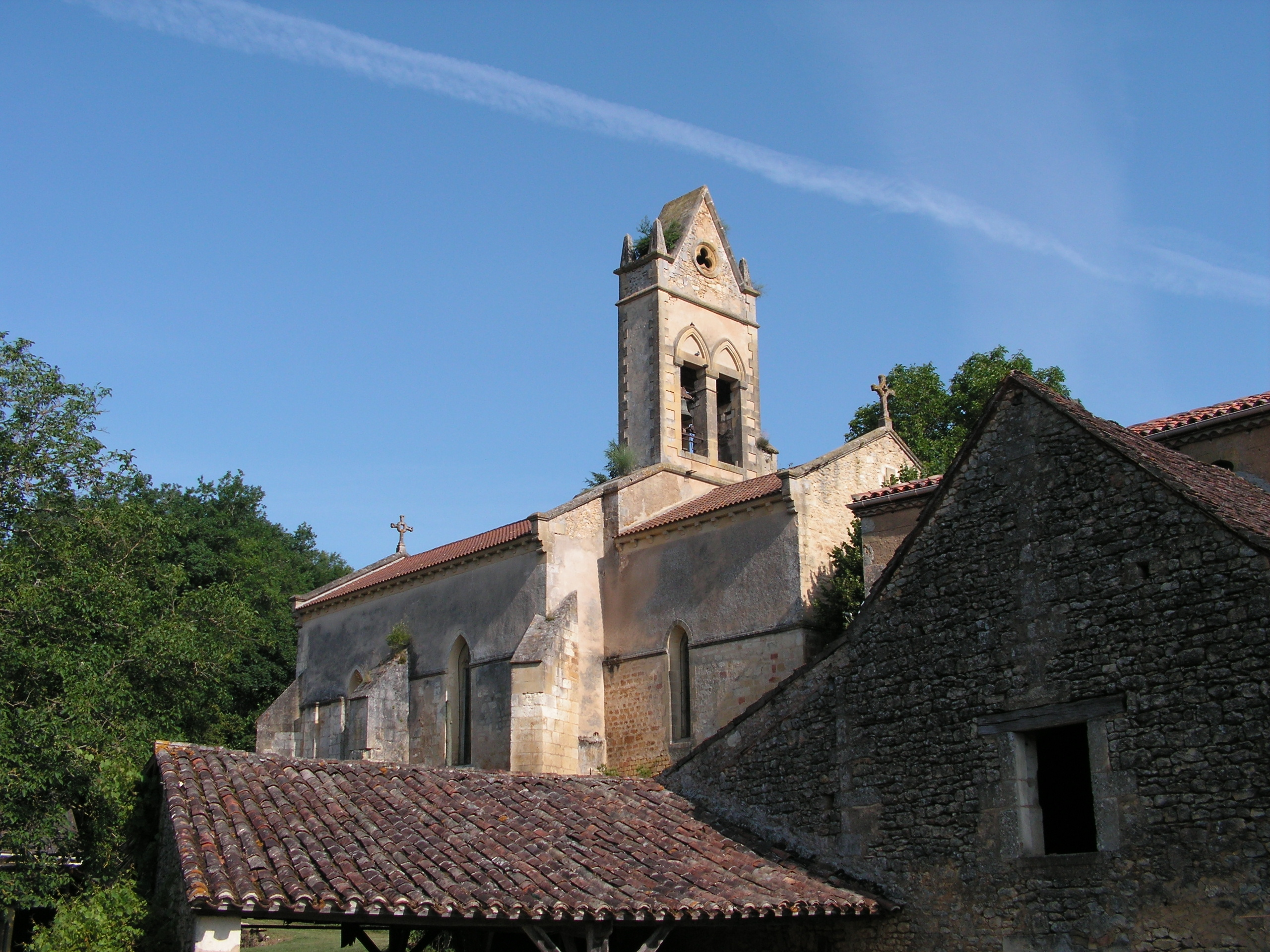
L'église Saint-Marcel.
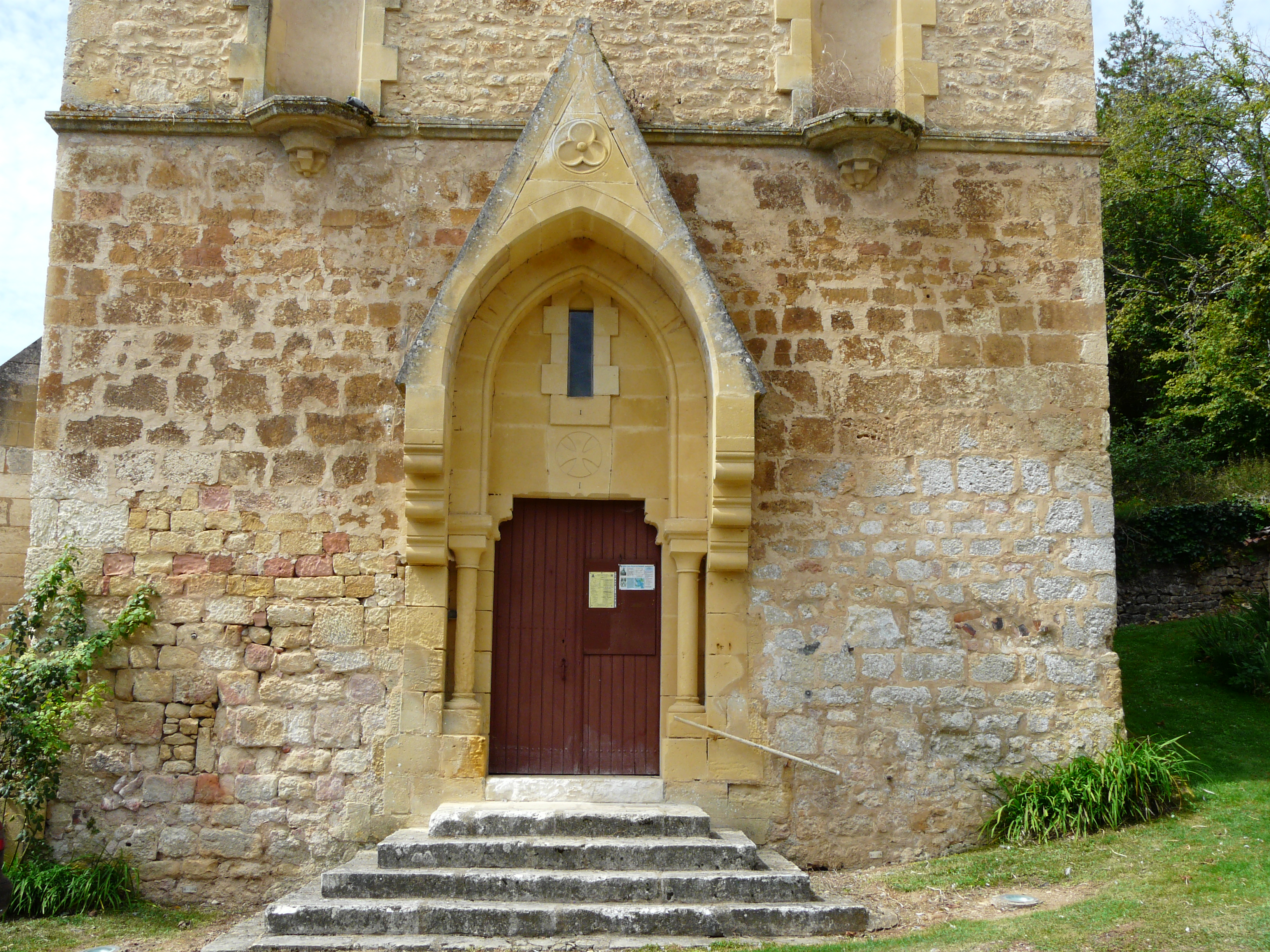
Son portail.

### Personnalités liées à la commune
- Kim Wilde, chanteuse new wave est propriétaire d'une maison de vacances[59].

### Gastronomie
La gastronomie locale est très variée : foie gras, confits de canard, truffes du Périgord, fraises, noix, cèpes, châtaignes, vins de Bergerac entre autres. Ces spécialités sont proposées dans de nombreuses fermes auberges et des gîtes de campagne.

### Héraldique
| Blason de Saint-Marcel-du-Périgord | Blason  | De gueules au cheval arrêté d'argent, à saint Marcel de même mitré, crossé, auréolé et tenant une fourche dans sa main dextre, au franc-canton cousu d'azur chargé de trois jars aussi d'argent. |
| Blason de Saint-Marcel-du-Périgord | Détails | Les trois jars évoquent un des seigneurs de Clérans : le président d’Augeard. Statut officiel, blason présent sur la page de la commune sur le site du Pays du Grand Bergeracois.                |

## Pour approfondir